# Trichocerca antilopaea
Trichocerca antilopaea är en hjuldjursart som först beskrevs av Petr 1891.  Trichocerca antilopaea ingår i släktet Trichocerca och familjen Trichocercidae. Inga underarter finns listade i Catalogue of Life.